# 大石コウ
大石 コウ（おおいし コウ）は、日本の漫画家・イラストレーター・同人作家。宮崎県出身。
同人サークル「ねこうさプリン」主宰。PCゲーム情報誌『BugBug』2007年2月号よりらーめん名義で漫画家としてデビュー。また、大石コウ（おおいし コウ）名義でもウェブコミック誌『コミックHOLIC』（とらのあな）に『ちぇりっしゅBOX』を連載した。『comicアンスリウム』で成年漫画も連載している。

## 主な作品

### 連載終了
- まな☆こま （BugBug）漫画家デビュー作。らーめん名義。
- まな☆こまH's（Comic BugBug→BugBug）上記作品の派生作品。不定期連載。
- ちぇりっしゅBOX （コミックHOLIC）
- 放課後KTK （まんがタイムオリジナル） ※「ゲスト」扱いだが、実質的な連載
- 凸ぷり～トツ撃プリンセス （BugBug）らーめん名義。
  - 凸ぷりH's～トツ撃プリンセスエッチズ（BugBug）上記作品の派生作品。不定期連載。
- トロピカルKISS（ゲームメーカー「Twinkle」公式サイト）同名のゲームのコミカライズ。

## 単行本
- ちぇりっしゅBOX 　全2巻（コミホリコミックス）
- デキ愛孕みんぐ（ジーオーティー）
- まな☆こまH's（富士美出版　らーめん名義）

## 同人活動
「ねこうさプリン」という名の同人サークルを主宰している。他サークルの同人誌にしばしゲストという形で参加。また有河サトルの主宰する同人サークル「ActiveMover」との合同サークル「Activeプリン」で活躍中。